# Piero Maccaferri
Piero Maccaferri (Cilavegna, 25 gennaio 1916 – Cilavegna, 29 giugno 1992) è stato un pittore italiano.

## Biografia
Dopo le scuole elementari a Cilavegna (PV) e l'avviamento professionale a Mortara, si trasferisce a Milano per frequentare il liceo artistico e l'Accademia di Brera, dove ha per maestri Aldo Carpi e Achille Funi per la pittura e Benvenuto Disertori per l'incisione, mentre tra i compagni di corso ha Morlotti e Longaretti.
Nel 1939 collabora alla realizzazione della 1ª Mostra Leonardesca a Milano, realizzando vari modelli tratti dai disegni di Leonardo.

Nel 1940 partecipa al Premio Hayez dove conquista il 1º premio, che viene esposto alla VII Triennale d'Arte Contemporanea di Milano.
Nel 1941 è chiamato sotto le armi e inviato in Africa settentrionale dove viene fatto prigioniero dagli inglesi e viene trasferito al campo di prigionia n. 308 ad Amria, nel deserto e poi ad Alessandria d'Egitto.

Grazie alla sua bravura nel disegno e nella pittura, ha la stima e la fiducia degli ufficiali inglesi che gli commissionano numerose opere. Di questo periodo resta un'interessante documentazione grafica, soprattutto ritratti di commilitoni.

Nell'agosto 1946 viene rimpatriato, lasciando ad Alessandria d'Egitto numerose opere che non verranno mai più recuperate.
Tornato nella sua Lomellina, riprende a dipingere e, pur tra molte difficoltà, nel maggio 1947 organizza una personale a Milano, alla Galleria Borromini.

Nel 1948 ottiene la cattedra all'insegnamento di Educazione Artistica alla Scuola Media Statale "L. Travelli" di Mortara (PV) e contemporaneamente prosegue la sua attività di artista esponendo in diverse mostre personali e collettive a Milano, Parma, Pavia, Udine, Ferrara, Vigevano ed anche all'estero: Stoccolma, Göteborg, Malta, Londra, Città del Capo, Città Del Vaticano.
Nel 1964 riceve da Papa Paolo VI, in Udienza Privata, il Premio Assisi per l'incisione, con l'opera San Francesco e Sorella Luna (calcografia in cera molle). Dagli anni settanta in poi fa numerose opere religiose sia nelle cappelle mortuarie dei cimiteri di Mortara, Cergnago , Cassolnovo , poi realizza i mosaici dei Santi compatroni della chiesa Parrocchiale di Gambolo’, realizza un grande mosaico sul fianco della chiesa di Villanova d'Ardenghi e all interno della chiesetta in località Stradellina di Gambolo’ , poi una grande Pala d'altare con i padri Pianzola , Olivelli e don Orione per la parrocchia di Cilavegna , nonché i quadri di Sant’ Antonio e Sant’ Antonio abate e alcune sue opere sacre sono partite per le opere missionarie in Angola .
Nel 1987 viene invitato alla Triennale dell'incisione alla Permanente di Milano, dove presenta la serie delle 12 Fatiche di Ercole, vera e propria summa del suo lavoro di incisore.
Sulla sua opera hanno scritto numerosi critici tra i quali Lepore, De Grada, Traversi, Signorini, Rizzo, Poma ed altri.
Muore il 29 giugno del 1992.

## Onorificenze
Nel 1965 gli viene assegnata la Medaglia d'oro del Senato.
Nel 1966 riceve l'Onorificenza di Cavaliere della Repubblica Italiana dal Presidente del Consiglio.

## Eventi postumi

### Anno 2002
Antologica alla Fondazione Roncalli di Vigevano (PV)

### Anno 2003
Personale all'Associazione Borgoarte di Borgomanero (NO) dall'8 novembre al 1º dicembre

### Anno 2008
- Personale alla Galleria "Nuova Minerva" di Pavia dal 24 maggio all'11 giugno
- Personale alla Galleria "Spazio Immagine" di Cremona dal 7 al 20 settembre
- Riconoscimento alla carriera della Collettiva "Arte in Vigevano" al Castello Sforzesco di Vigevano (PV) dal 29 novembre al 9 dicembre

### Anno 2009
- Personale alla Galleria "Oldrado da Ponte" di Lodi dal 16 aprile al 3 maggio
- Personale alla Galleria "Spazio Immagine" di Cremona dal 6 al 19 settembre
- Mostra "Omaggio a Piero Maccaferri" del Circolo Culturale Lomellino di Mortara (PV) dal 19 settembre al 4 ottobre
- Personale alla Libreria "Le mille e una pagina" dal 22 novembre al 22 gennaio 2010

### Anno 2010
- "Incisioni" alla Galleria "Oldrado da Ponte" di Lodi dal 31 gennaio al 12 febbraio
- "Olii" alla Galleria "Oldrado da Ponte di Lodi" dal 7 al 24 marzo

### Anno 2011
- "Disegni" alla Galleria "Oldrado da Ponte" di Lodi dal 9 al 20 aprile
- Antologica alla ex Chiesa dell'Angelo di Lodi dal 2 all'11 settembre

### Anno 2012
- Antologica al Castello Sforzesco di Vigevano (PV) - Strada Sotterranea Nuova dal 9 giugno al 1º luglio
- Antologica alla Chiesa di S. Siro di Parona Lomellina (PV) dal 6 all'8 ottobre

### Anno 2013
- "Maccaferri e il Sacro" alla Pieve di S. Eusebio (Chiesa del V-VI secolo) - Gambolò (PV) - dal 7 al 16 giugno

### Anno 2015
- "Sguardi d'artista" allo Spazio b - Palazzo S. Severino - Corso della Repubblica, 19 Vigevano (PV) - dal 21 febbraio all'8 marzo
- "Frammenti di Lomellina" - Fondazione Vera Coghi al Castello Isimbardi - Castello d'Agogna (PV) - dal 25 luglio al 19 agosto
- "Il piacere dell'incisione" - Fondazione Vera Coghi al Castello Isimbardi - Castello d'Agogna (PV) - dal 17 al 31 ottobre
- "Tra verità e realtà" - Spazio Stecca 3.0 - Milano - dal 17 al 25 ottobre

### Anno 2017
- "Le fatiche di Ercole" allo Spazio b - Palazzo S. Severino - Corso della Repubblica, 19 Vigevano (PV) - dal 18 al 26 marzo
- "Donna" disegni e incisioni di Piero Maccaferri - Via Antonio Gramsci, 131 Cilavegna (PV) - dal 24 settembre al 1º ottobre
- Esposizione alla 1ª edizione di PAVIA ART TALENT - Pavia - 2/3 dicembre 2017